# Resolução 3379 da Assembleia Geral das Nações Unidas
A Resolução 3379 da Assembleia Geral das Nações Unidas, adotada em 10 de Novembro de 1975 por uma votação de 72 votos contra 35 (com 32 abstenções) pela Assembleia Geral das Nações Unidas, considerou que o sionismo equivale a racismo. A resolução foi anulada pela Resolução 4686 da Assembleia Geral das Nações Unidas de 16 de Dezembro de 1991, e é frequentemente referenciada nos debates que decorrem das acusações de racismo ao sionismo.

## A resolução de 1975
Texto integral da Resolução 3379:
3379 (XXX). Eliminação de todas as formas de discriminação racial.
A Assembléia Geral,
Lembrando sua Resolução 1904 (XVIII) de 20 de novembro de 1963, que proclama a Declaração das Nações Unidas sobre a Eliminação de Todas as Formas de Discriminação Racial e, em particular, sua afirmação de que "qualquer doutrina de diferenciação ou superioridade racial é cientificamente falsa, moralmente condenável, socialmente injusta e perigosa" e sua expressão de alarme ante "as manifestações de discriminação racial ainda evidentes em algumas áreas do mundo, algumas das quais são impostas por certos governos por meio de medidas legislativas, administrativas ou outras,
Lembrando também que, em sua resolução 3151 G (XXVIII) de 14 de dezembro de 1973, a Assembléia Geral condenou, inter alia, a aliança espúria entre o racismo sul-africano e o sionismo,
Tendo em conta a Declaração do México sobre a Igualdade das Mulheres e sua Contribuição para o Desenvolvimento e a Paz 1975, proclamada pela Conferência Mundial do Ano Internacional da Mulher, realizada na Cidade do México de 19 de junho a 2 de julho de 1975, que promulgou o princípio de que "a cooperação internacional e a paz requerem a conquista da libertação e da independência nacionais, a eliminação do colonialismo e do neocolonialismo, da ocupação estrangeira, do sionismo, do apartheid e da discriminação racial em todas as suas formas, assim como o reconhecimento da dignidade dos povos e do seu direito à autodeterminação",
Tendo em conta também a resolução 77 (XII) adotada pela Assembléia de Chefes de Estado e de Governo da Organização da Unidade Africana em sua décima segunda sessão ordinária, realizada em Kampala de 28 de julho a 1º de agosto de 1975, que considerou "que o regime racista na Palestina ocupada e o regime racista no Zimbabwe e na África do Sul têm uma origem imperialista comum, formando um todo e tendo a mesma estrutura racista e estando organicamente ligados em sua política de  repressão à dignidade e integridade do ser humano",
Tendo em conta também a Declaração Política e Estratégia para Fortalecer a Paz e a Segurança Internacionais e Intensificar a Solidariedade e a Assistência Mútua entre os países não alinhados, adotada na Conferência de Ministros das Relações Exteriores dos Países Não Alinhados, realizada em Lima de 25 a 30 de agosto de 1975, que condenou mais severamente o sionismo como uma ameaça à paz e à segurança mundiais e apelou a todos os países para que se oponham a essa ideologia racista e imperialista,
Determina que o sionismo é uma forma de racismo e discriminação racial.

### Registo das votações

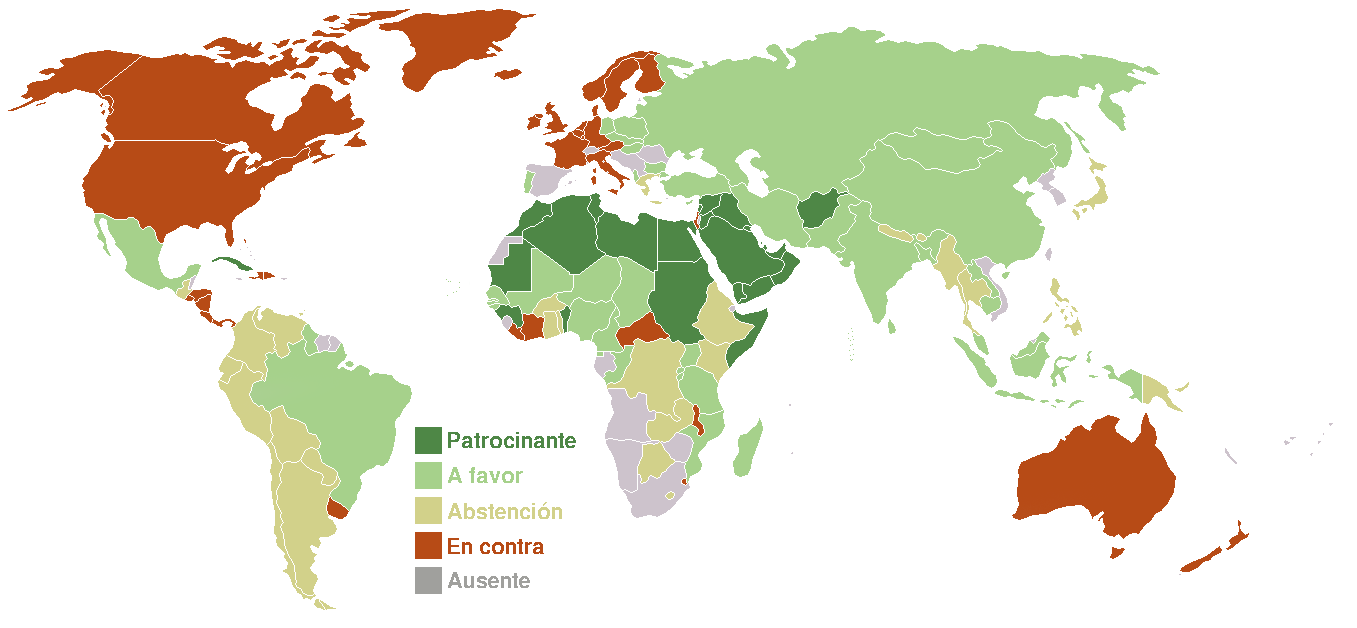
Mapa dos resultados da votação

Patrocinada por: (25 países) Afeganistão, Argélia, Bahrain, Cuba, Daomé, Egipto, Guiné, Iraque, Jordânia, Kuwait, Líbano, Líbia, Mauritânia, Marrocos, Iémen do Norte, Oman, Qatar, Arábia Saudita, Somália, Iémen do Sul, Sudão, Síria, Tunísia e Emirados Árabes Unidos.
Votaram sim: (72) Os 25 países patrocinantes e adicionalmente 47 nações: Albânia, Bangladesh, Brasil, Bulgária, Burundi, Cambodja, Camarões, Cabo Verde, Chade, República Popular da China, Congo, Chipre, Checoslováquia, Guiné Equatorial, Gâmbia, República Democrática Alemã, Granada, Guiné-Bissau, Guiana, Hungria, Índia, Indonésia, Irão, Laos, Madagáscar, Malásia, Maldivas, Mali, Malta, México, Mongólia, Moçambique, Níger, Nigéria, Paquistão, Polónia, Portugal, Ruanda, São Tomé e Príncipe, Senegal, Sri Lanka, Tanzânia, Turquia, Uganda e União das Repúblicas Socialistas Soviéticas.
Votaram não: (35) Austrália, Áustria, Bahamas, Barbados, Bélgica, Canadá, Costa Rica, Dinamarca, El Salvador, Estados Unidos, Fiji, Finlândia, França, Haiti, Honduras, Islândia, República da Irlanda, Israel, Itália, Costa do Marfim, Libéria, Luxemburgo, Malawi, Nova Zelândia, Nicarágua, Noruega, Países Baixos, Panamá, Reino Unido, República Centro-Africana, República Dominicana, República Federal Alemã, Essuatíni, Suécia e Uruguai.
Abstiveram-se: (32) Alto Volta, Argentina, Butão, Bolívia, Botswana, Birmânia, Chile, Colômbia, Equador, Etiópia, Filipinas, Gabão, Gana, Grécia, Guatemala, Jamaica, Japão, Quénia, Lesotho, Maurícia, Nepal, Papua-Nova Guiné, Paraguai, Peru, Serra Leoa, Singapura, Tailândia, Togo, Trinidad e Tobago, Venezuela, Zaire e Zâmbia.

## Consequências e Desenvolvimentos

### Resolução 4686 da Assembleia Geral das Nações Unidas
Com o fim da Guerra Fria quase todos os países não árabes mudaram suas posições e apoiaram a resolução 4686 em 1991. Em 1991, a Assembleia Geral das Nações Unidas afirmou a resolução 4686 pela qual ela anula a decisão da resolução 3379. Alguns países árabes e muçulmanos, com eles Cuba, Coreia do Norte e Vietnã mantiveram posições comparando racismo e sionismo.

### Comissão Durban
Em setembro 2001, novamente os países árabes questionaram a imagem de Israel na tentativa de comparar sionismo a racismo, na comissão nacional das Nações Unidas contra o racismo em Durban, na África do Sul. Os EUA apoiaram a Israel no boicote da comissão, quando ficou claro que em vez de se concentrar sobre os males do racismo, antissemitismo e xenofobia, que deveriam ser os temas de discussão, a conferência se transformou em uma plataforma condenando Israel.
No final, a Comissão reconheceu o Holocausto e não condenou Israel.